# Cornelius Fontem Esua
Cornelius Fontem Esua (ur. 2 lipca 1943 w Mbetta) – kameruński duchowny katolicki, w latach 2006–2019 arcybiskup metropolita Bamenda.

## Życiorys
Święcenia kapłańskie otrzymał 29 grudnia 1971.

## Episkopat
10 września 1982 został mianowany biskupem ordynariuszem diecezji Kumbo. Sakry udzielił mu 8 grudnia 1982 ówczesny nuncjusz apostolski w Kamerunie - arcybiskup Donato Squicciarini.
7 grudnia 2004 Jan Paweł II mianował go arcybiskupem koadiutorem Bamendy. 23 stycznia 2006 po przejściu na emeryturę poprzednika objął rządy w archidiecezji.
30 grudnia 2019 przeszedł na emeryturę.